# Castillos de hielo (película de 2010)
Ice Castles, en Hispanoamérica Castillos de Hielo, es una película de drama romántico deportivo estadounidense de 2010 dirigida por Donald Wrye y protagonizada por Taylor Firth y Rob Mayes. Es una nueva versión de la película homónima de 1978, que también fue dirigida por Wrye.

## Sinopsis
Lexi Winston vive en una granja de Iowa con su padre. Tiene un novio llamado Nick que juega hockey en la universidad. El talento de patinaje de Lexi llama la atención de un entrenador que quiere llevarla a Boston y entrenarla para ganar campeonatos. Lexi trabaja duro y ocupa el segundo lugar en las regionales, pero extraña a Nick. Sin embargo, su entrenador considera al novio una distracción y ni siquiera le permite mencionarlo a la prensa. En las seccionales, Lexi gana la competencia y está lista para ir a las nacionales, pero se toma un descanso de un evento en el que se supone que se reunirá con aquellos que pueden avanzar en su carrera, saliendo a patinar solo por diversión. Ella cae y se golpea la cabeza, lo que hace que se quede ciega. Los milagros suceden, le dicen, pero esta es su vida por ahora. Nick ha dejado el equipo de hockey porque los equipos profesionales no están interesados en él y regresa a Iowa para pasar tiempo con Lexi. La condición de Lexi se mantiene en secreto del público, y aunque ella no cree que volverá a patinar, su padre y su novio tienen que instarla solo para que se levante de la cama. Finalmente, Lexi está dispuesta a intentar patinar nuevamente. Después de un poco de entrenamiento, es capaz de competir nuevamente y asiste a la competencia nacional, sin que el público sepa que es ciega.

## Reparto
- Taylor Firth como Alexis "Lexi" Winston
- Rob Mayes como Nick
- Henry Czerny como Marcus
- Morgan Kelly como Aiden Reynolds
- Molly Oberstar como Carrie Turner
- Michelle Kwan como comentarista de National Rinks